# Rainulf II de Poitiers
Rainulf II (vers 850 † 5 d'agost de 890) fou comte de Poitiers del 877 al 890 i duc d'Aquitània de 888 a 890. Era fill de Rainulf I de Poitiers, i d'una dona que pot ser, seguint les hipòtesis, Bilquilda del Maine, una de les seves germanes, potser l'anomenada Adaltruda, o una princesa guillèmida.

## Biografia
Fou criat a la cort de Carles el Calb, rei dels Francs Occidentals. El seu pare morí el 866, a mans dels vikings a la batalla de Brissarthe. Rainulf II tenia llavors només setze anys aproximadament. El seu senyor feudal, el rei Carles el Calb tenia altres preocupacions: el litigi entre el papa i el seu nebot Lotari II a propòsit de la situació matrimonial d'aquest últim, la seva pròpia situació matrimonial amb un complot organitzat pel seu cunyat Guillem d'Orléans, que fou decapitat el 866, les inquietuds sobre els seus fills que no considerava a l'alçada de la situació. És cert també que el rei intentava apartar del poder a les grans famílies feudals en benefici dels membres de la seva família maternal. Aquesta manca d'interès envers Poitiers permeté al guillèmida Bernat de Gòtia a apoderar-se del comtat, sense rebre'n la investidura del rei.
Carles el Calb mori el 877 i Bernat de Gòtia es va negar a reconèixer a lluís el Tartamut, el nou rei. El seu conseller, Hug l'Abat, li va retirar el comtat de Poitiers, que va confiar a Rainulf II. Bernat de Gòtia es va revoltar, i fou excomunicat pel papa Joan VIII sent finalment desposseït dels seus honors. L'objectiu d'Hug l'Abat era constituir-se una clientela entre els grans feudals per tal d'assentar el seu poder: a més a més del Poitou confiat a Rainulf, el comtat de Santonya fou donat a Gausbert, germà de Rainulf II, i el tercer germà, Ebles, fou nomenat abat de Saint-Denis. Hug l'Abat tenia els seus honors temporalment, ja que eren dels robertins, i això portà més tard a una hostilitat entre la dinastia Capet robertina, i els ducs d'Aquitània descendents de Rainulf.
Però cap dels senyors al sud del Loira no reconeixia al nou rei. Rainulf II acollí Carles III de França, l'últim fill de Lluís II el Tartamut, de set anys, i es va titular duc d'Aquitània. Odó I va obtenir el suport dels dos germans de Ramnulf, Gausbert i Ebles, i va anar a Poitiers amb l'objectiu de sotmetre Ramnulf, però aquest últim el va anar a trobar amb un important contingent armat. Per evitar una batalla que arriscava debilitar-lo, Odó va negociar i Rainulf va prometre no atacar Odó i li va retre una mena de jurament de fidelitat pro ambigu. Sis mesos més tard, el rei li dona diversos dominis i Rainulf va anar a París, on morí el 5 d'agost del 890, potser enverinat, després d'haver confiat el seu fill Ebles Manzer a Guerau d'Orlhac.

## Família
Es va casar amb una dona de nom Ermengarda, una desconeguda. Segons els Europäische Stammtafeln, haurien tingut un fill, Rainulf III, mort el 901, però sense precisar-ne la font. Sembla tanmateix curiós que aquest fill legitimi qui sobrevisqué al seu pare, no el succeís en el comtat i aquest va passar a un fill bastard. En conclusió, l'existència d'aquest fill legítim no és segura i, si va viuret realment, és poc probable que hagués sobreviscut al seu pare.
D'una amant desconeguda va tenir un fill il·legítim, Ebles Manzer († 934), que el va succeir 